# ヤンヤン・タン
ヤンヤン・タン（Yuan Yuan Tan、譚元元、1976年2月14日 - ）は、中華人民共和国出身のバレエダンサーである。11歳でバレエを始め、その後ジョン・クランコ・スクールに留学した。1995年にサンフランシスコ・バレエ団 (en) にソリストとして入団し、1997年にはプリンシパルに昇格した。同バレエ団の舞台に欠かせないダンサーとして活躍し、レパートリーはクラシックバレエの諸作品から現代作品まで多岐にわたっている。世界バレエ&モダンダンスコンクールジュニア部門優勝（1993年）を始め、さまざまなコンクールでの受賞歴を持ち、中華人民共和国や日本などでの客演も多い。彼女はアメリカ合衆国で活動する中国系住民のリーダーシップ組織、百人会 (en) のメンバーである。

## 経歴

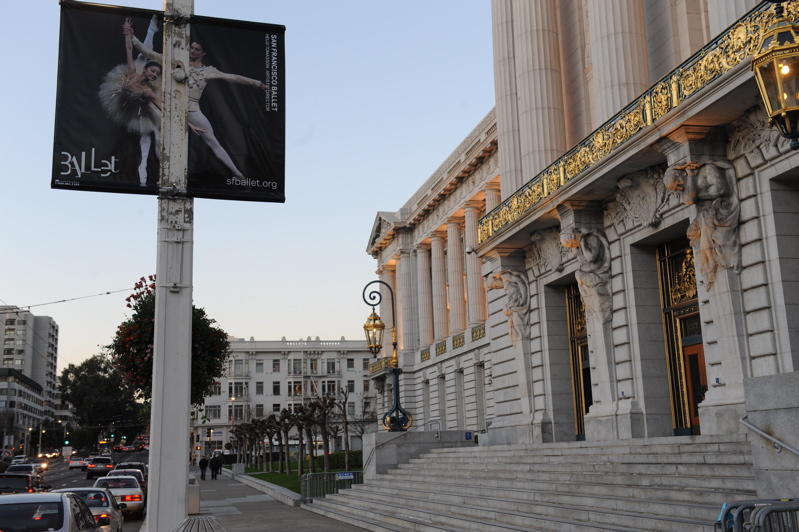
シティーホール前のヤンヤン・タンのポスター（2009年1月28日）

上海の生まれ。幼少時から音楽が大好きで、ラジオやテレビから流れる音楽を聴くと自然に踊りだしていた。そんな彼女を見た母親は、バレエを習わせたいと考えていた。しかし父親が反対していて、医者への道を進ませようとしていた。
タンはバレリーナになりたいと繰り返して訴え、ついにコイントスで決めることになった。コインが表ならばバレエの道へ、裏が出たらバレエをあきらめるという条件であった。コイントスの結果、表が出た。
タンは11歳から上海舞踊学校でバレエを始めた。1991年7月にはヘルシンキ・バレエコンクール（フィンランド）で第2位となり、同年には上海舞踏コンクール優秀賞を受賞した。1993年には、世界バレエ&モダンダンスコンクール（名古屋開催）のジュニア部門で優勝した。このときに踊った『エスメラルダ』のヴァリアシオンは、後々まで彼女の代表的なレパートリーとなった。
シュトゥットガルトのジョン・クランコ・スクールやスクール・オヴ・アメリカン・バレエに留学したのち、1995年にヘルギー・トマソン (en) がタンの才能に注目した。トマソンは彼女をサンフランシスコ・バレエ団に招聘し、同バレエ団のオープニング・ガラにゲスト出演することになった。公演終了後、彼女は同バレエ団とソリスト契約を結んだ。
入団後、タンにチャンスが訪れた。彼女はジョージ・バランシンの『ストラヴィンスキー ヴァイオリンコンチェルト』（en:Stravinsky Violin Concerto (ballet)）の振付を1晩で覚えるように言われ、持ち前の舞踊技巧と高い集中力を活かして翌日には踊りこなしていた。その後もトマソン作品を始めとして幅広いレパートリーを自在に踊り、同バレエ団の看板ダンサーとなった。
1997年には、同バレエ団で当時最年少でのプリンシパル昇進を果たした。そして同バレエ団でのアジア出身のプリンシパルは、彼女が初めてだった。2004年には、「Hero of Asia（アジアのヒーロー）」の1人としてタイム誌の表紙を飾った。
母国の中華人民共和国や日本などでの客演も多く、2007年11月には北京国立オペラ劇場の開場公演『鵲の橋』に主演した。2015年には、彼女のサンフランシスコ・バレエ団入団20周年の記念公演が母国で開催された。2017年には、HKSTVから「You Bring Charm to the World（あなたは世界に魅力をもたらす）」賞を授与された。そして、2018年4月9日には、San Francisco Mayor Art Awardを受賞し、サンフランシスコの人々にとってその日は「Yuan Yuan Tan Day」に指定された。2022年2月13日には、2年遅れで同バレエ団在籍25周年の祝賀行事が行われている。彼女は2010年に、アメリカ合衆国で活動する中国系住民のリーダーシップ組織、百人会のメンバーとなった。

## レパートリーと評価

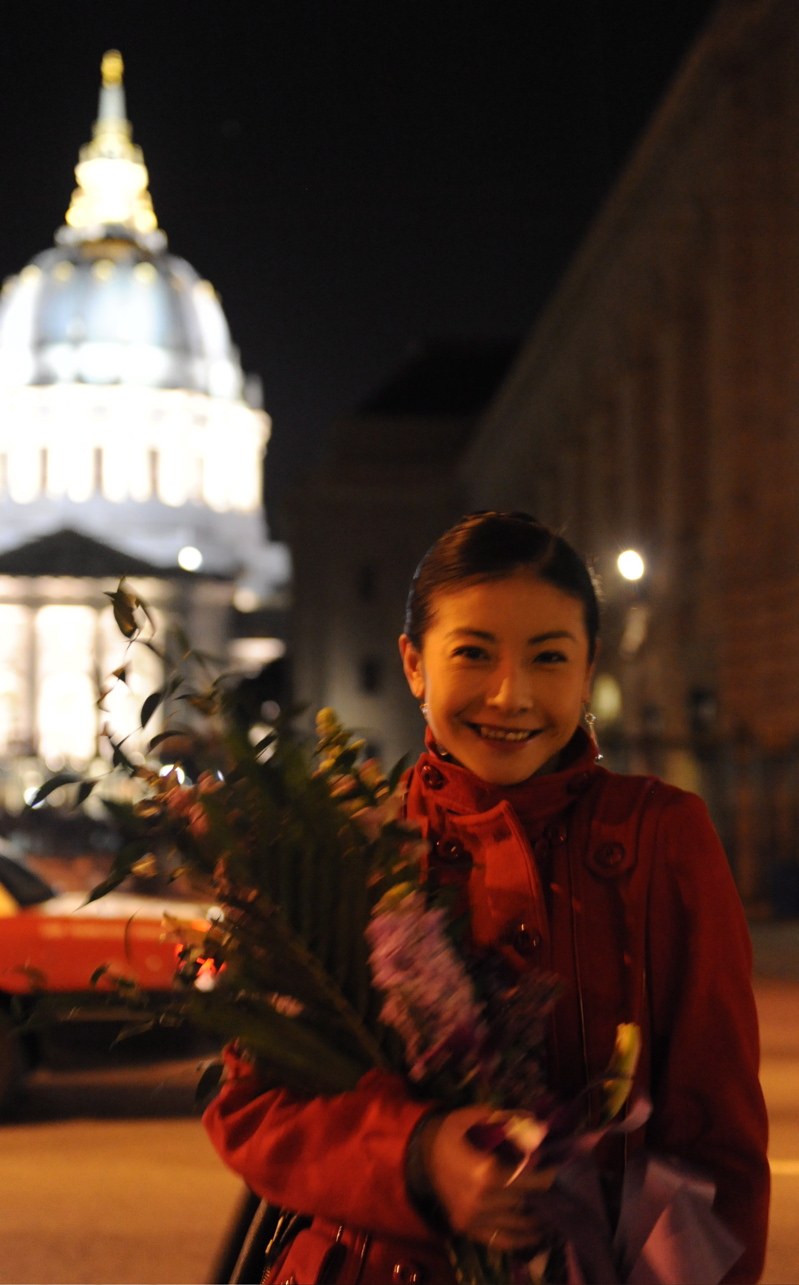
Diving into the lilacs"ワールドプレミア後のタン（2009年1月27日）

タンのレパートリーは古典バレエから現代作品まで多岐にわたる。現代作品ではバランシンの他、ジェローム・ロビンズ、フレデリック・アシュトン、ナチョ・ドゥアト、ジョン・ノイマイヤーなどさまざまな振付家の作品を踊っている。とりわけ評価の高いのはタン自身も好んでいるバランシンの諸作品であり、『シンフォニー・イン・C』、『ミューズを率いるアポロ』などは彼女生来のシャープな動きが存分に活かされている。
そして経歴の節で既に述べたとおり、『エスメラルダ』のヴァリアシオンも彼女の代表的なレパートリーである。このヴァリアシオンでは、笑顔を絶やさないままで頭上に高々と掲げたタンバリンをつま先でリズミカルに打ち鳴らす技巧が称賛を受けた。
フランス文学者・舞踊評論家の佐々木涼子は、タンについて「非常にさわやかな、こんなひとがいたのか」という印象を語った。社会学者・舞踊評論家の海野敏は『バレエ・ダンサー201』（2009年）で彼女の魅力をリキテンスタインのポップ・アートになぞらえ「明るくはじけたアピール力がある」と分析している。
タンは2006年のインタビューで『ジゼル』を一番好きなバレエの一つと発言し、「同時にとても難しいバレエでもあります」と語っている。1幕の「狂乱の場」の重要性について「踊るたびに違うものを私は舞台に見出します。（中略）踊るたびにさらに深いものを感じるんです。（後略）」と述べた。舞踊評論家の新藤弘子は彼女の『ジゼル』について「みごとな踊り」と讃え、「透き通るような美」と高く評価した。
2018年のインタビューでは、自身について「自分が表現しようとする美と、耐えなければならない痛みとの間の果てしない闘いのバランスを取ってくるくる回りながら踊り続ける修道僧のようだ」と表現している。タンの経歴とエピソードは、チェルシー・クリントンの『世界にひかりをともした13人の女の子の物語』（原題：She Persisted Around the World、2018年）やエレナ・ファヴィッリ (en) の『世界を舞台に輝く100人の女の子の物語 グッドナイトストーリーフォーレベルガールズ』（原題：Good Night Stories for Rebel Girls (en) 、2021年）に取り上げられている。